# Прыжки в воду на летней Универсиаде 2013 — трамплин, 1 метр (женщины)
Соревнования по прыжкам в воду с метрового трамплина среди женщин на XXVII Всемирной Летней Универсиаде прошли 5 июля 2013 года во Дворце водных видов спорта в Казани, Россия.
Обладательницей золотых медалей и первых золотых медалей на летней Универсиаде 2013 стала австралийка Саманта Миллс, опередившая обладательниц серебряных и бронзовых медалей китаянок Доньцзинь Цза и Ван Литинь, соответственно.

## Формат
Соревнования по прыжкам в воду с метрового трамплина состоят из трёх этапов:
- Предварительный раунд: 24 спортсмена выполняют 5 прыжков; 2 лучших спортсмена выходят напрямую в финал, остальные 10 — в полуфинал, спортсмены, занявшие чётные места с 4-го по 12-е, будут прыгать в обратном порядке в полуфинале A, занявшие нечётные места с 3-го по 11-е — в обратном порядке в полуфинале B.
- Полуфинал: 10 спортсменов выполняют 5 прыжков; 3 лучших спортсмена в каждом полуфинале выходят в финал, где, в зависимости от набранных очков, они выступают в обратном порядке.
- Финал: 8 спортсменов выполняют 5 прыжков; результаты полуфинала обнуляются, три лучших спортсмена получают золотые, серебряные и бронзовые медали, соответственно.

## Расписание
Дано Московское время (UTC+4)
| Дата                     | Время       | Этап                            |
| ------------------------ | ----------- | ------------------------------- |
| Пятница, 5 июля 2013     | 11:00 13:00 | Предварительный раунд Полуфинал |
| Воскресенье, 7 июля 2013 | 12:55       | Финал                           |

## Результаты
Зелёным цветом выделены финалисты.
| Место | Спортсмен          | Предварительный раунд | Предварительный раунд | Полуфинал      | Полуфинал      | Финал     | Финал     | Финал     | Финал     | Финал     | Финал     | Финал     |
| Место | Спортсмен          | Очки                  | Место                 | Очки           | Место          | Прыжок 1  | Прыжок 2  | Прыжок 3  | Прыжок 4  | Прыжок 5  | Очки      | Место     |
| ----- | ------------------ | --------------------- | --------------------- | -------------- | -------------- | --------- | --------- | --------- | --------- | --------- | --------- | --------- |
| 1     | Саманта Миллс      | 245,85                | 9                     | 256,35         | 5              | 56,4      | 108,40    | 160,15    | 227,65    | 281,40    | 281,40    | 1         |
| 2     | Доньцзин Цза       | 256,55                | 4                     | 271,55         | 1              | 49,45     | 107,05    | 161,65    | 219,25    | 277,75    | 277,75    | 2         |
| 3     | Литинь Ван         | 297,45                | 1                     | Прошла в финал | Прошла в финал | 56,4      | 108,40    | 160,15    | 227,65    | 281,40    | 271,45    | 3         |
| 4     | Паола Эспиноса     | 268,80                | 3                     | 257,70         | 3              | 55,20     | 112,40    | 167,60    | 214,40    | 267,70    | 267,70    | 4         |
| 5     | Саманта Пикенс     | 249,85                | 6                     | 267,15         | 2              | 52,50     | 101,90    | 157,10    | 212,30    | 263,90    | 263,90    | 5         |
| 6     | Фан Эстер Цинь     | 249,90                | 5                     | 257,60         | 4              | 51,60     | 90,60     | 143,50    | 193,90    | 251,10    | 251,10    | 6         |
| 7     | Чхой Сут Ян        | 233,35                | 14                    | 242,45         | 7              | 48,00     | 97,40     | 145,70    | 196,10    | 246,80    | 246,80    | 7         |
| 8     | Светлана Филиппова | 270,95                | 2                     | Прошла в финал | Прошла в финал | 55,20     | 108,50    | 156,80    | 188,00    | 235,30    | 235,30    | 8         |
| 9     | Аранча Чавес       | 234,35                | 13                    | 251,20         | 6              | Не прошла | Не прошла | Не прошла | Не прошла | Не прошла | Не прошла | Не прошла |
| 10    | Меган Хьюстон      | 248,30                | 7                     | 233,95         | 8              | Не прошла | Не прошла | Не прошла | Не прошла | Не прошла | Не прошла | Не прошла |
| 11    | Ким На Ми          | 235,60                | 12                    | 224,80         | 9              | Не прошла | Не прошла | Не прошла | Не прошла | Не прошла | Не прошла | Не прошла |
| 12    | Фанни Буве         | 227,05                | 15                    | 217,60         | 10             | Не прошла | Не прошла | Не прошла | Не прошла | Не прошла | Не прошла | Не прошла |
| 13    | Лорен Фигероа      | 247,20                | 8                     | Не прошла      | Не прошла      | Не прошла | Не прошла | Не прошла | Не прошла | Не прошла | Не прошла | Не прошла |
| 14    | Суаньксе Чжень     | 245,85                | 10                    | Не прошла      | Не прошла      | Не прошла | Не прошла | Не прошла | Не прошла | Не прошла | Не прошла | Не прошла |
| 15    | Ханна Тек          | 238,90                | 11                    | Не прошла      | Не прошла      | Не прошла | Не прошла | Не прошла | Не прошла | Не прошла | Не прошла | Не прошла |
| 16    | Иира Лаатунен      | 223,35                | 16                    | Не прошла      | Не прошла      | Не прошла | Не прошла | Не прошла | Не прошла | Не прошла | Не прошла | Не прошла |
| 17    | Таина Карвонен     | 220,25                | 17                    | Не прошла      | Не прошла      | Не прошла | Не прошла | Не прошла | Не прошла | Не прошла | Не прошла | Не прошла |
| 18    | Ла Пуй Йе Жасмин   | 214,30                | 18                    | Не прошла      | Не прошла      | Не прошла | Не прошла | Не прошла | Не прошла | Не прошла | Не прошла | Не прошла |
| 19    | Дженнифер Бенитес  | 210,55                | 19                    | Не прошла      | Не прошла      | Не прошла | Не прошла | Не прошла | Не прошла | Не прошла | Не прошла | Не прошла |
| 20    | Кассиди Кан        | 201,95                | 20                    | Не прошла      | Не прошла      | Не прошла | Не прошла | Не прошла | Не прошла | Не прошла | Не прошла | Не прошла |
| 21    | Патриция Пыжак     | 176,50                | 21                    | Не прошла      | Не прошла      | Не прошла | Не прошла | Не прошла | Не прошла | Не прошла | Не прошла | Не прошла |
| 22    | Анн-Катрин Лёланн  | 170,75                | 22                    | Не прошла      | Не прошла      | Не прошла | Не прошла | Не прошла | Не прошла | Не прошла | Не прошла | Не прошла |
| 23    | Мадара Комаровская | 101,00                | 23                    | Не прошла      | Не прошла      | Не прошла | Не прошла | Не прошла | Не прошла | Не прошла | Не прошла | Не прошла |
| 23    | Мариса Диас        | 101,00                | 23                    | Не прошла      | Не прошла      | Не прошла | Не прошла | Не прошла | Не прошла | Не прошла | Не прошла | Не прошла |